# Александрово (Бургаська область)
Алекса́ндрово (болг. Александрово) — село в Бургаській області Болгарії. Входить до складу громади Поморіє.

## Населення
За даними перепису населення 2011 року у селі проживали 102 особи, з них 95 осіб (96,9%) — болгари.
Розподіл населення за віком у 2011 році:
Динаміка населення: